# Arvid Lindhagen
Carl Arvid Lindhagen, född 5 november 1856 i Stockholm, död 24 oktober 1926, var en svensk astronom. Han var son till Georg Lindhagen och dotterson till Friedrich Georg Wilhelm von Struve.
Lindhagen blev filosofie doktor vid Uppsala universitet 1888 och var lektor i Norrköping 1892—1895 samt i Stockholm vid norra realläroverket 1895—1924. Han behandlade i ett flertal avhandlingar kronologiska frågor.